# Johann Adam Breunig

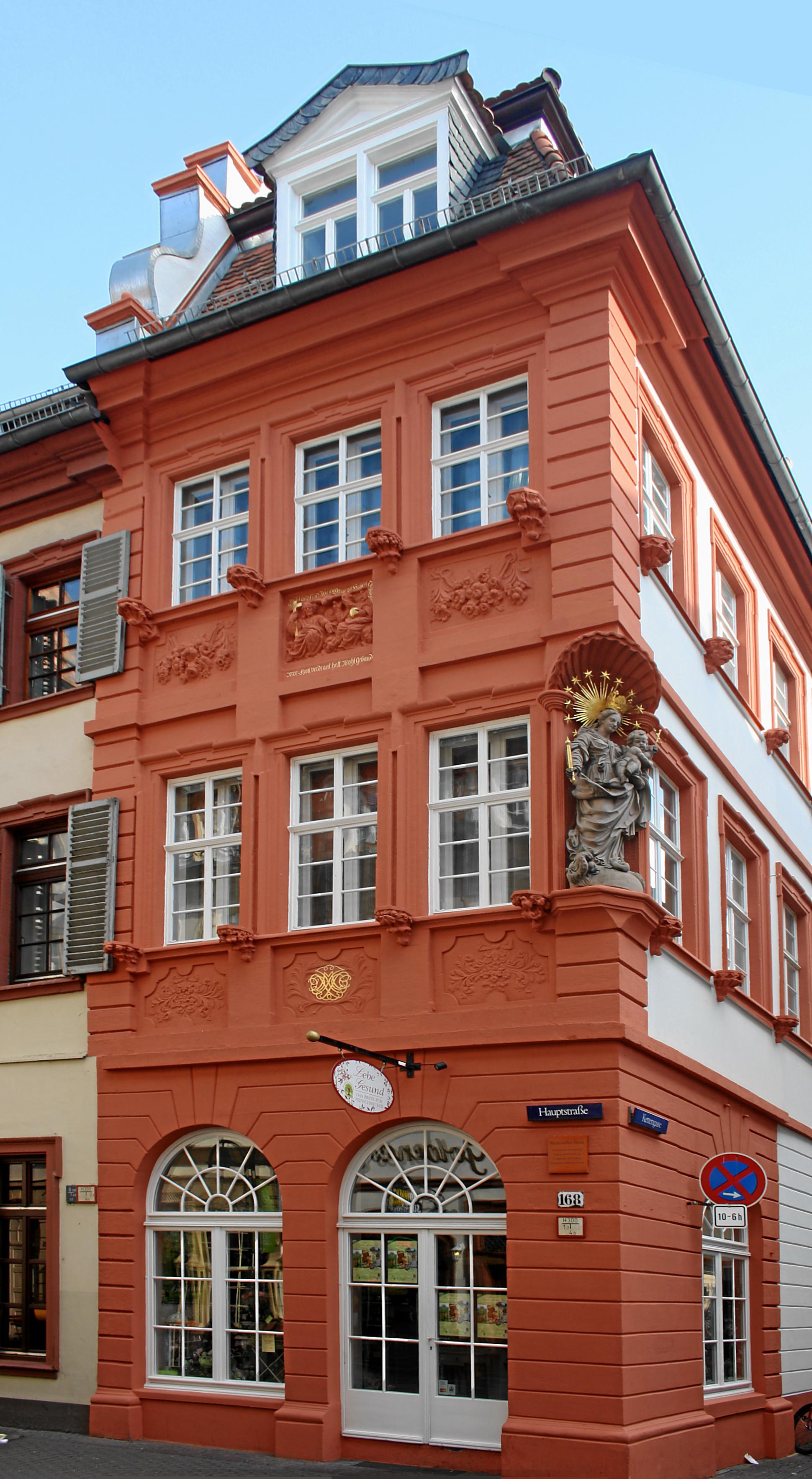
Casa Meder în partea Heidelberg

Johann Adam Breunig (n. în jurul anului 1660, Mainz – d. 1727) a fost un arhitect german din perioada barocă.

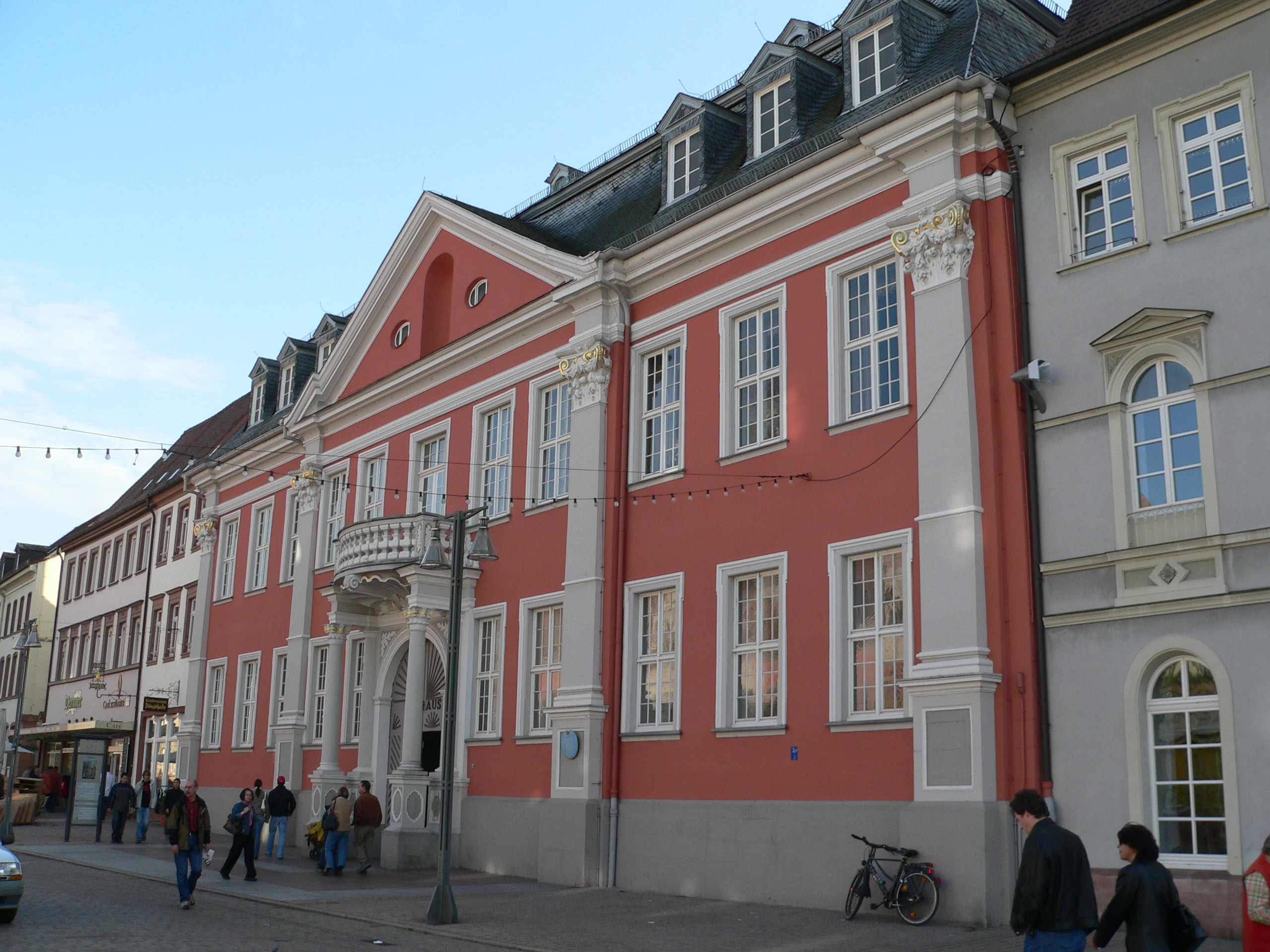
Vechea primărie din Speyer

După distrugerea orașului Heidelberg, din cauza „Războiului de nouă ani”, la insistența principelui elector Johann Wilhelm Durch, Breunig va participa împreună cu alți arhitecti la reconstruirea orașul.
În Heidelbergul secolului al XVIII-lea a contruit clădirea principală a universității (Domus Wilhelmiana), biserica Jesuitenkirche, gimnaziul Jesuitengymnasium, precum și ceva din palat pentru cetățenii înstăriți. I se atribuie proiectul pentru Palais Weimar din strada principală.
După planurile sale din 1714 este reconstruită „Zur Blauen Lilie” în Heidelberg și din 1720 Castelul Ahrenthal în Sinzig. Vechea primărie din Speyer a construit-o între anii 1712 și 1726.